# کیش‌نمدی
کیش‌نِمِدی (به مجاری:  Kisnémedi) یک شهرداری در مجارستان است که در ناحیه واتس واقع شده‌است. کیش‌نمدی ۱۳٫۸۴ کیلومتر مربع مساحت و ۶۷۳ نفر جمعیت دارد.